# Catifes de Transsilvània

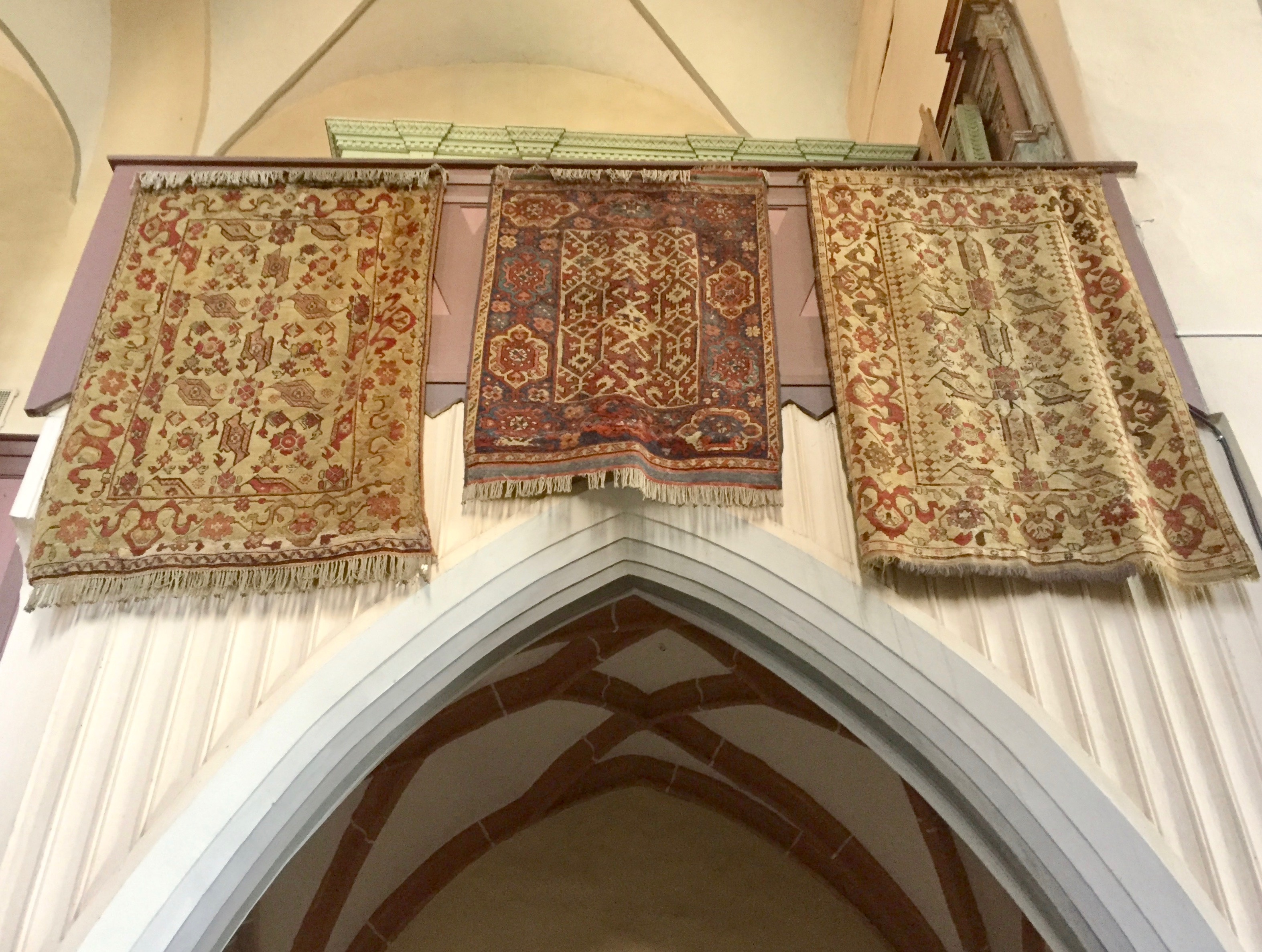
Catifes de l'església del Monestir de Sighişoara.

El terme catifes de Transsilvània (en romanès: Covoare transilvănene, en alemany: Siebenbürger Teppiche) és usat per designar el patrimoni cultural de catifes islàmiques d'entre els segles XV i XVII, principalment d'origen otomà, que han estat preservades en les esglésies protestants transsilvanes (en unes cinquanta hongareses i en una seixantena saxones).
Constitueix una de les col·leccions més grans de catifes Anatòlies otomanes fora del món islàmic, amb un total de més de sis-centes catifes.

## Antecedents

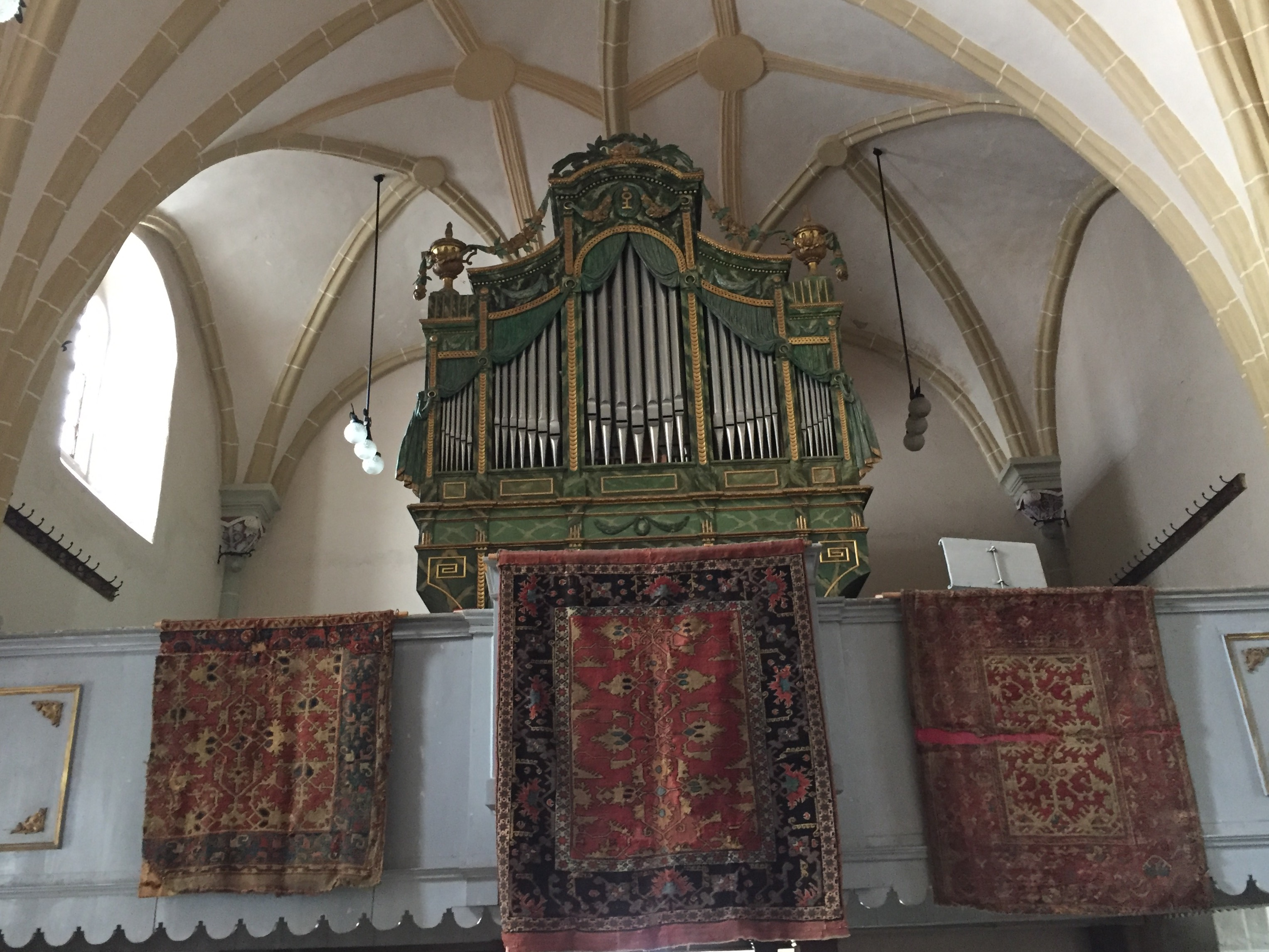
Catifes de l'església fortificada de Hărman.

Les raons per les quals s'han acumulat les catifes de Transsilvània a la regió, que no s'han conservat en tals quantitats en cap lloc fora d'Anatòlia, són principalment tres.
En primer lloc, la ubicació geogràfica de Transsilvània, entre el regne d'Hongria (després monarquia dels Habsburg), i l'Imperi Otomà col·locava convenientment a les ciutats de Transsilvània com Braşov (Kronstadt), Sibiu (Hermannstadt), Bistrita (Bistritz) i Mediaş (Mediasch) en una important ruta comercial que anava de sud a nord a través de Damasc, Bursa, Akkerman a Lviv i després cap a l'oest es bifurcava a Transsilvània.
En segon lloc, des de la dècada de 1520, va augmentar significativament el comerç entre Europa occidental i el Llevant mediterrani i l'Imperi Otomà a través del mar Negre. Ja en el segle XIV, les ciutats de Transsilvània tenien privilegis fiscals i comercials, com a drets de duana i de empori. Les catifes ordides van arribar a les ciutats comercials de Transsilvània en grans quantitats com articles de luxe fàcilment transportables i d'alt valor.
Les catifes de les esglésies de Transsilvània es tornarien a descobrir a la fi del segle XIX per iniciativa de l'historiador de l'art vienès Alois Riegl. El fet que les catifes tenien un considerable valor material sol ser evident per a les comunitats quan comerciants estrangers van tractar de comprar-les. Com mostren nombroses pintures renaixentistes, els tapissos orientals s'usaven com a ornament de les esglésies europees occidentals des del segle XIII. Particularment a Itàlia, aquests tapissos serien retirats de les esglésies només a partir de la segona meitat del segle xix. Historiadors de l'art com Wilhelm von Bode van adquirir aquestes importants peces molt per sota del seu valor real. Els tapissos de Transsilvània van ser simplement oblidats fins que el seu valor material i històric artístic va ser reconegut.

## Tipus
Les catifes conservades en Transsilvània tenen patrons clàssics d'Anatòlia com Holbein, Lotto i les trucades catifes de fons blanc o Selendi. El terme catifes de Transsilvània descriu específicament tres tipus diferents de catifes.

### Catifes de nus simple
El primer tipus, les catifes de nus simple, típic patró en les catifes d'oració, majoritàriament de color ocre, ocasionalment en fons vermell, amb reforços blancs de bandes curvilínies en forma d'ona que porta diverses flors i botons florals, i vores de color groc ocre amb patrons curvilinis. En general, el camp està buit, sense ornaments addicionals, a excepció de petits ornaments florals prop de la vora o la figura d'un llum de mesquita a la part superior. La part superior de la catifa té tipus de patrons que també es coneixen de les catifes d'oració otomanes a Anatòlia: el patró de "cap i espatlles" amb èmfasi en el punt més alt de l'arc o amb contorns dentats o escalonats. La similitud de les mostres amb exemples Anatolis permet assignar-les a certs llocs de fabricació com Melas o Gordes. El patró és similar a les catifes d'oració de les fàbriques de la cort otomana de la segona meitat del segle XVII. Una catifa d'aquest tipus es mostra en el quadre Retrat d'una família de músics de 1663 de Pieter de Hooch.
Un petit grup de catifes amb dissenys de catifes d'oració és notablement similar al tipus de nus doble amb motiu de gerro, excepte perquè només té un nus. La decoració de camp, el perfil del nus i el disseny del patró dels reforços i les vores el distingeixen d'altres catifes conservades amb patrons de catifa d'oració.

### Catifes de nus doble

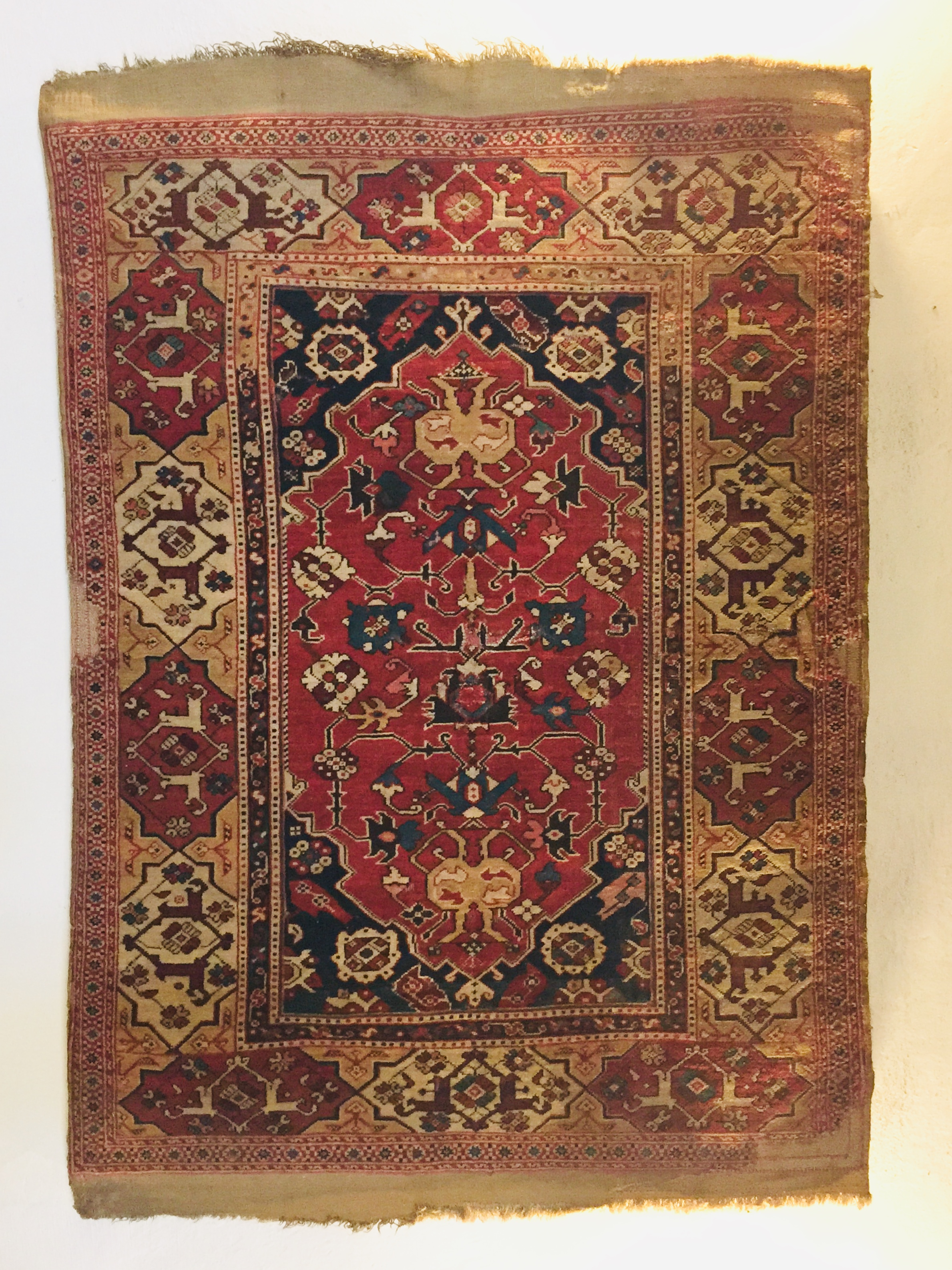
Catifa de nus doble d'una església del districte de Braşov.

A Transsilvània s'han conservat unes cent catifes amb nus doble, que en general són de mida reduïda. Les seves vores estan dissenyats amb carteles allargades i angulars que tanquen motius vegetals estilitzats alternats. De vegades s'alternen cartutxos o rosetes en forma d'estrella més curts juntament amb cartutxos allargats. Les catifes amb aquest tipus de vores van aparèixer per primera vegada en les pintures holandeses a principis de segle xvii. El retrat d'Abraham Graphaeus de Cornelis de Vos (1620), el Retrat d'un home (1626) i el Retrat de Constantijn Huyghens i el seu secretari (1627), de Thomas de Keyser, es troben entre les pintures més antigues de l'Europa occidental que representen catifes amb nus doble. Aquestes catifes s'esmenten per primera vegada en documents transsilvans al voltant de 1620. Les catifes més antigues que es conserven, datades per inscripcions, es van elaborar entre els anys 1661 i 1675.
Entre les catifes de nus doble, algunes tenen una forma de nínxol o arc en ambdós extrems, compost per dos medallons de cantonada separats. Aquests estan decorats amb arabescs entrellaçats, que s'assemblen al disseny dels patrons de les catifes de Uşak amb nus doble, només que el seu patró es veu una mica més rígid. No obstant això, la majoria de les catifes de nus doble de Transsilvània es caracteritzen perquè les peces de les cantonades són més estilitzades, i es poden veure més com reforços d'un nus, ja que els dos adorns de les cantonades semblen estar fusionats entre si. Sovint es nua una roseta més gran en el centre d'aquest reforç, l'espai restant s'omple amb adorns bastant toscs. El seu camp mostra de vegades dos parells de gerros amb motius ondulats en colors en contrast. El seu camp està decorat amb petits ornaments florals, fins i curvilinis en peces més antigues, però en exemples posteriors són més rígids. Els patrons sempre estan disposats simètricament al voltant de l'eix vertical. Les catifes de nínxol doble de Transsilvània amb un medalló central són molt similars a catifes amb medallons d'Uşak. En altres catifes, probablement més recents, el patró de camp es condensa en medallons amb forma de diamant disposats concèntricament i files de flors de vuit pètals que s'uneixen per tiges amb fulles corbes. Els medallons centrals d'aquest tipus solen tenir un element central cruciforme. El color bàsic de camp és groc, vermell o blau fosc.

L'observació que els patrons de les cantonades apareixen en dues formes diferents no vol dir necessàriament que un tipus s'hagi d'haver desenvolupat a partir de l'altre. Es discuteix que el patró de nus doble podria haver sorgit del patró de nus simple a través d'una reflexió simètrica al llarg de l'eix horitzontal central, ja que en algunes catifes de nus doble, com en una catifa de mitjan segle XVII de la col·lecció de l'Església Negra (inv. 257), un nus més ric i ornamentat que l'altre. La part superior està accentuada per un patró de "cap i espatlles" que no té equivalent en el nus oposat. En alguns exemples, el patró direccional s'emfatitza inserint un panell transversal.

Cornelis de Vos - Retrat d'Abraham Grapheus, circa 1620, Museu Reial de Belles Arts d'Anvers.
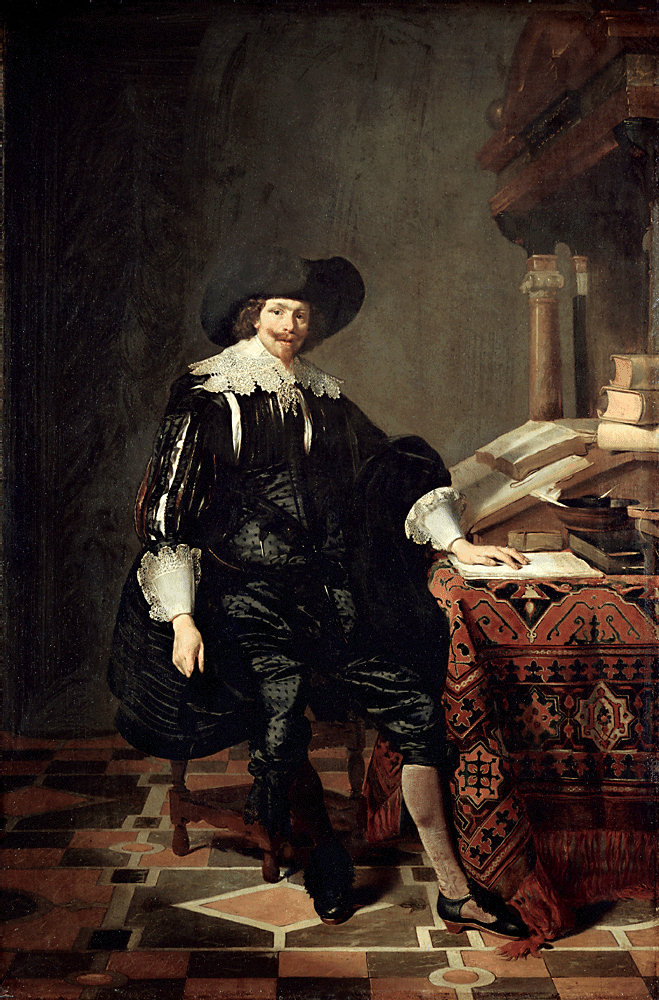
Thomas de Keyser - Retrat d'un home, 1626, Louvre.
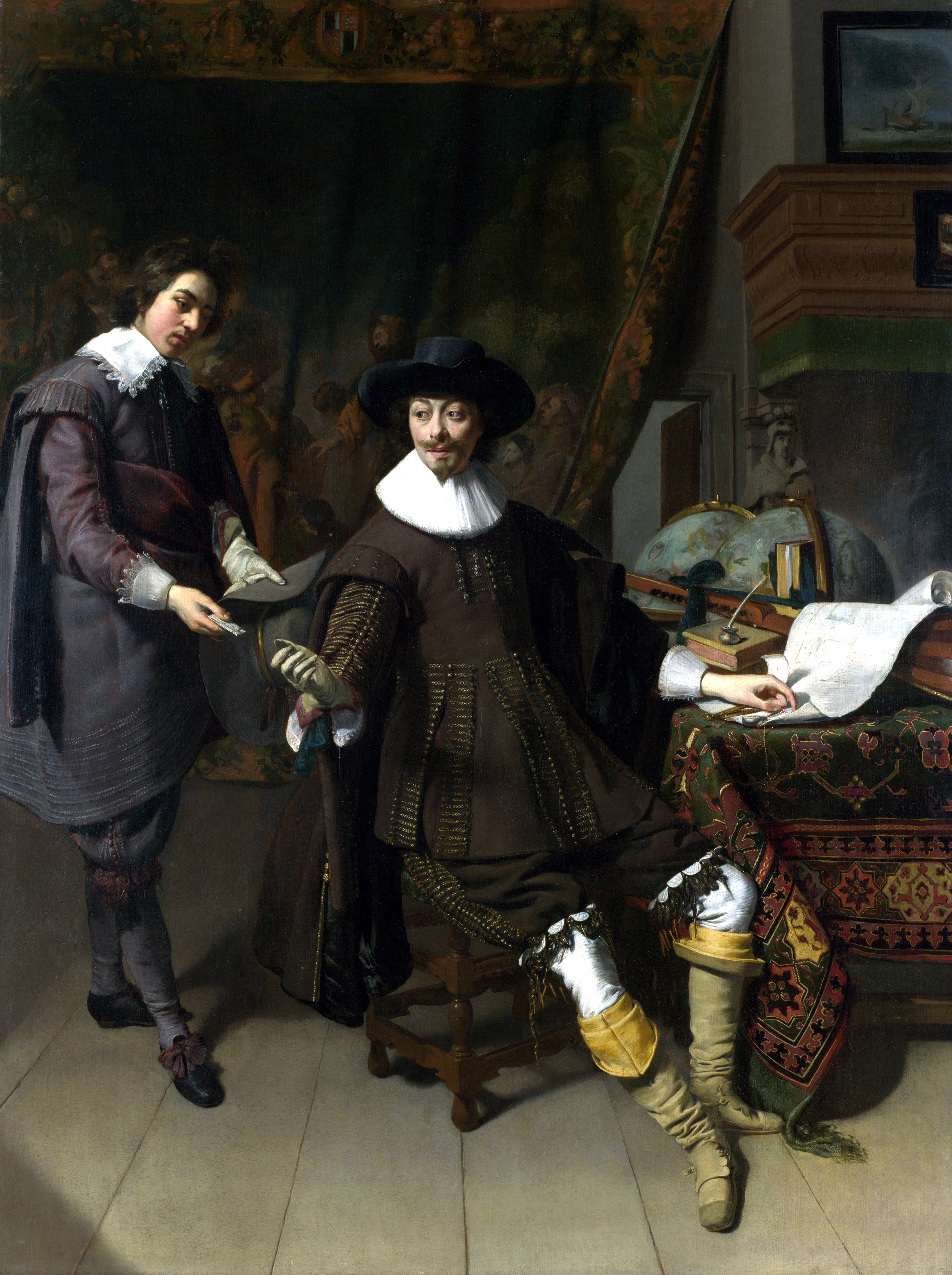
Thomas de Keyser - Retrat de Constantijn Huygens i el seu secretari, 1627, National Gallery.

### Catifes de nus triple o de columna

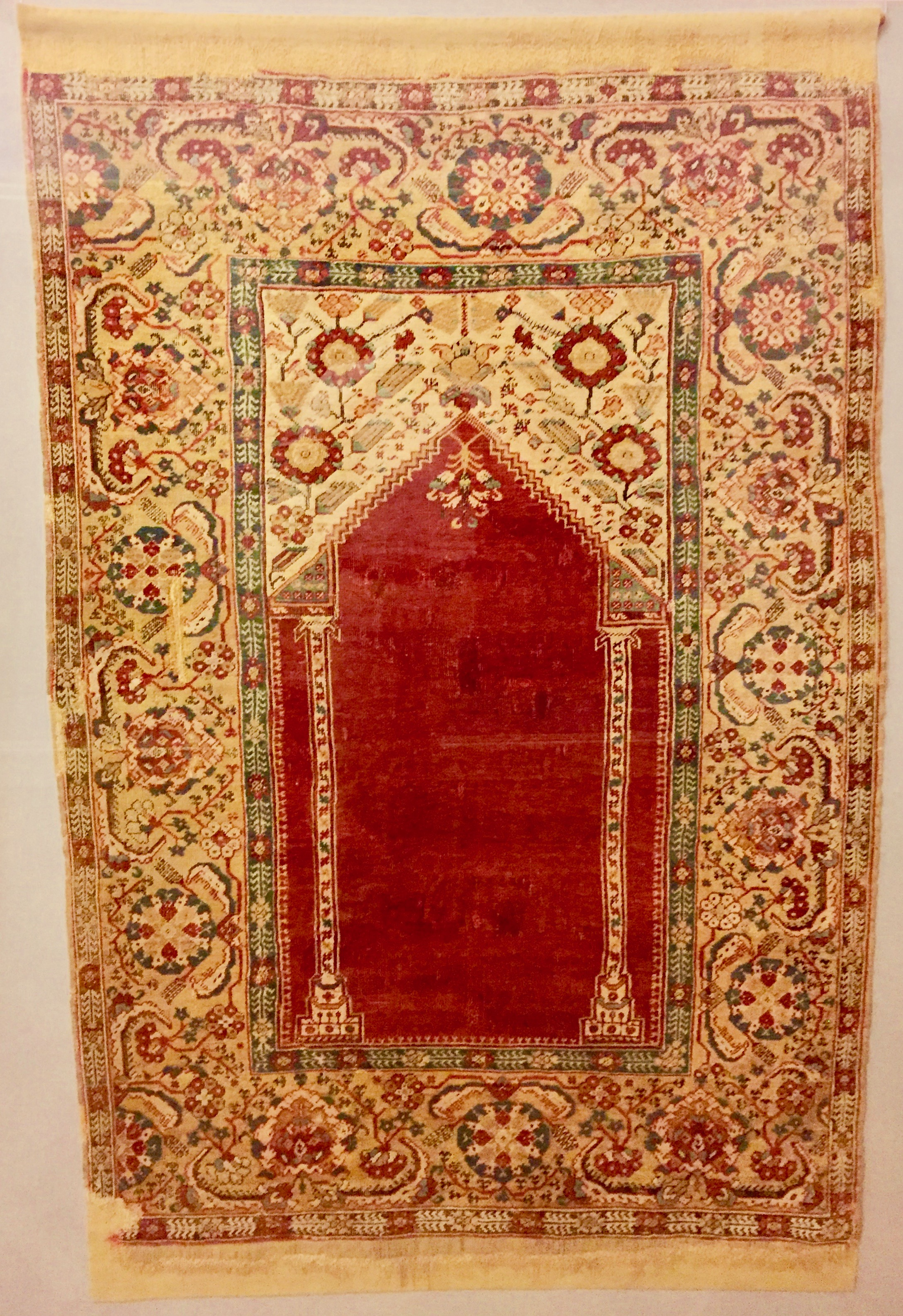
Catifa amb dues columnes. Museu Nacional Brukenthal.

El tercer tipus, de columna o de nus triple, es caracteritza per motius en forma de columna que porten un element arquitectònic, generalment un o més arcs. En exemples més recents, els patrons arquitectònics passen per un procés d'estilització i prenen la forma d'elements decoratius com cintes florals o adorns enrotllats. Aquest procés pot demostrar clarament en el desenvolupament dels patrons de les catifes de les fàbriques de la cort otomana, que van experimentar un desenvolupament comparable en el curs de l'adopció del repertori de patrons de les catifes rurals o nòmades. Aquest tipus de catifes, a Transsilvània, són similars a les dels centres de nusat d'Anatòlia com Gordes, Kula, Lâdik i Karapinar. Els reforços arquejats de les catifes de columnes amb un sol nus que consten d'un sol arc sovint estan decorats amb dissenys florals amb tiges sobre un fons de color ivori. L'arc en si és rodó o dentat. També es coneixen peces amb més de dues columnes. En general, els plint s es dibuixen amb cura. El camp es realitza en vermell o ocre i les vores tenen dissenys florals.

## Context històric i cultural
L'herència cultural de les catifes de Transsilvània deu la seva existència a una varietat de factors geogràfics, econòmics i polítics particulars. En primer lloc, cal destacar la posició política del principat de Transsilvània, vassall d'Hongria, entre els poders polítics dominants de l'època, la monarquia d'Hongria (després Habsburg), cristiana, i l'Imperi Otomà, musulmà. Un altre dels factors és la situació geogràfica de la zona, situada en una important ruta comercial entre Orient i Occident. També va ser un factor el fet que el seu valor històric i material artístic era desconegut en el moment en què es van retirar i van vendre les catifes antigues de les esglésies de l'Europa occidental.
A causa de la seva posició geogràfica, Transilvania va ser un important centre comercial entre Orient i Occident durant els segles XV i XVII. Les catifes, fabricades a Anatòlia formaven part de la mercaderia i es comercialitzaven en grans quantitats. Les catifes d'Anatòlia també van ser apreciades com a objectes de gran valor i prestigi, i col·leccionades com a tals per municipis de Transsilvània i persones individuals. Les inscripcions a les catifes i els registres de l'església demostren que les catifes van ser donades com decoracions per a les parets i els bancs de les esglésies protestants. Al conservar-se en les esglésies, les catifes es van protegir del desgast i els vaivens de la història, i sovint han arribat en excel·lents condicions a l'actualitat.

### Comerç de llarga distància amb l'Imperi Otomà

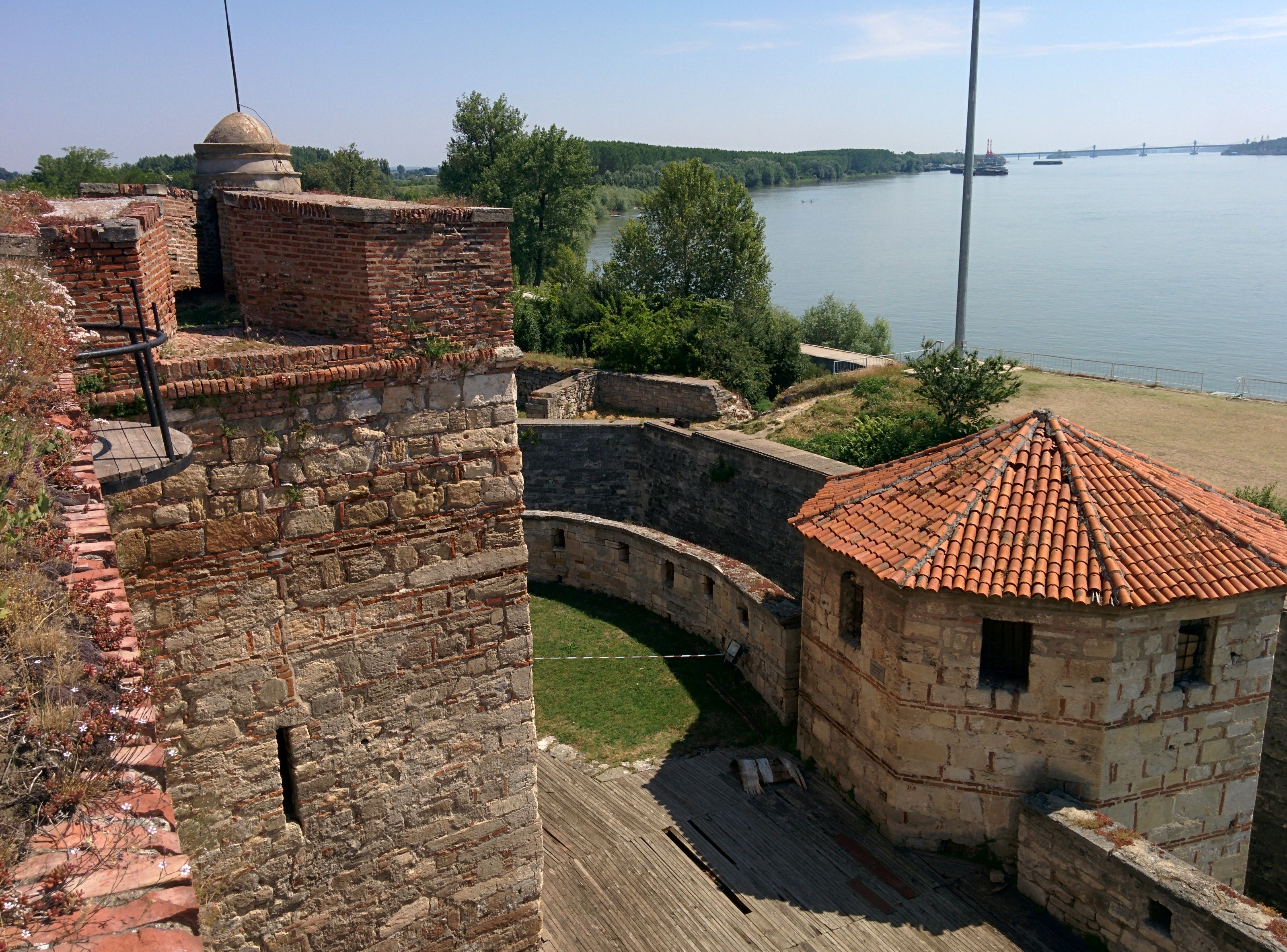
El Danubi vist des de la Baba Vida, Vidin.

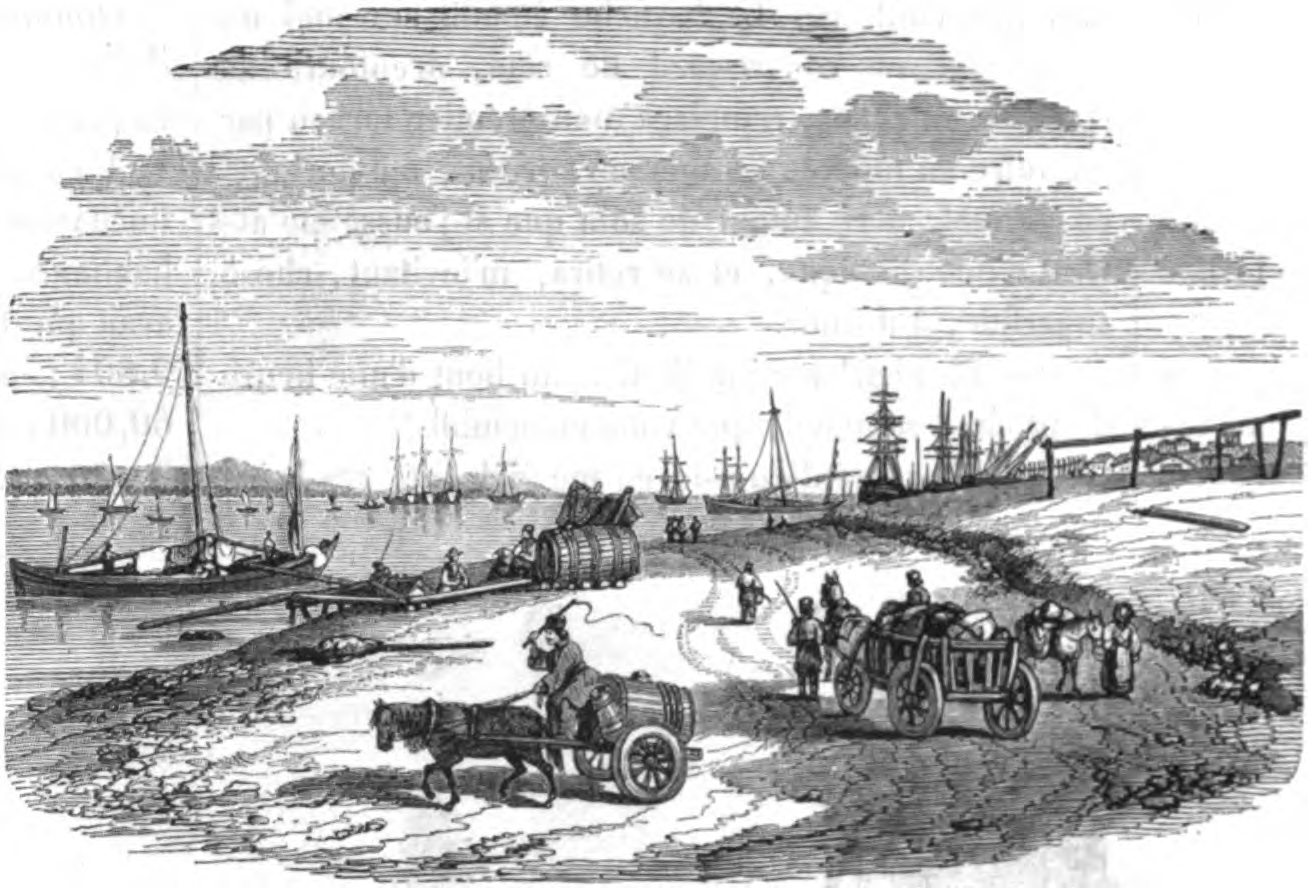
Michel Bouquet, Port de Brăila en la dècada de 1840.

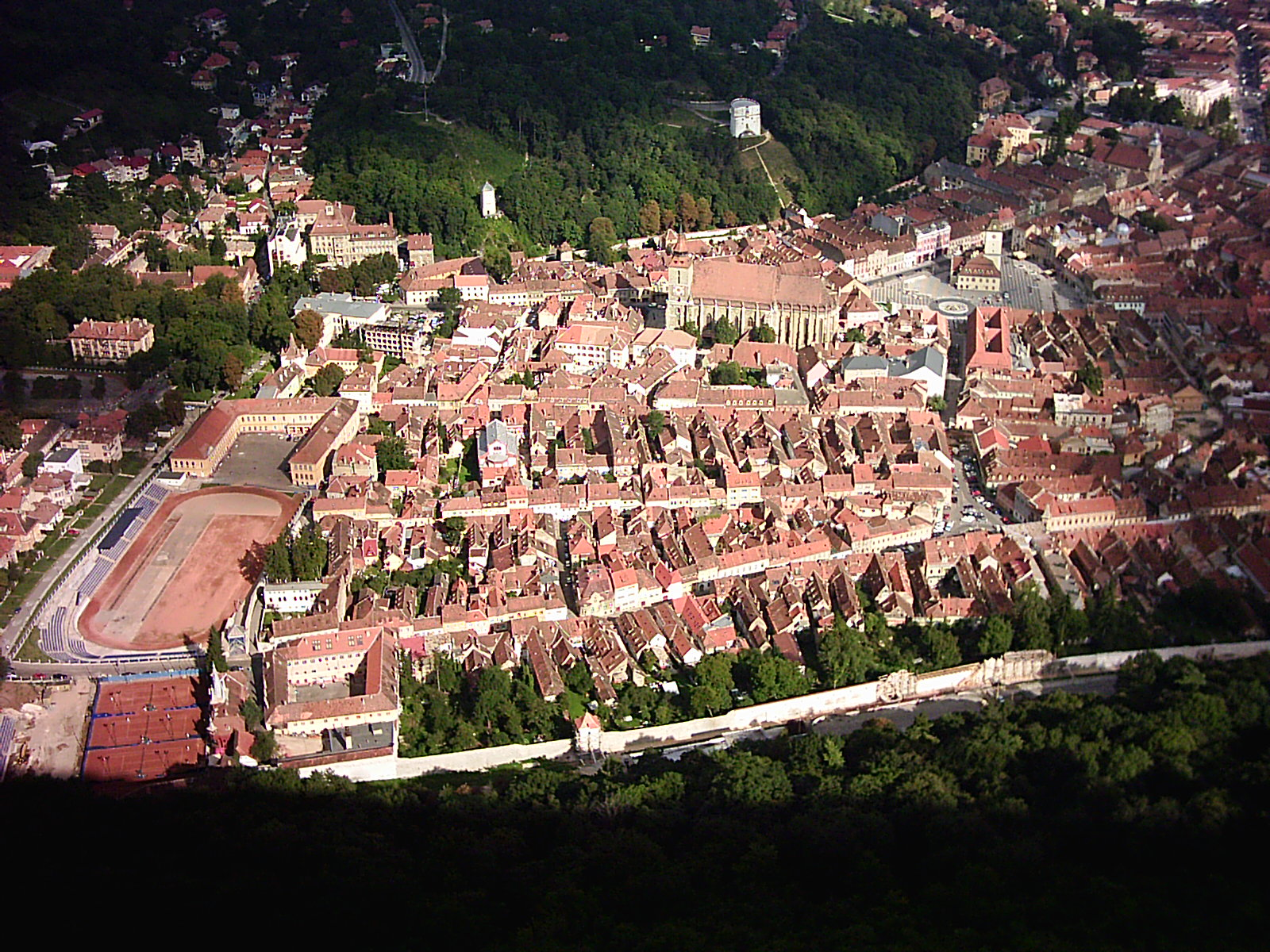
Braşov, amb l'Església Negra i l'antic ajuntament.

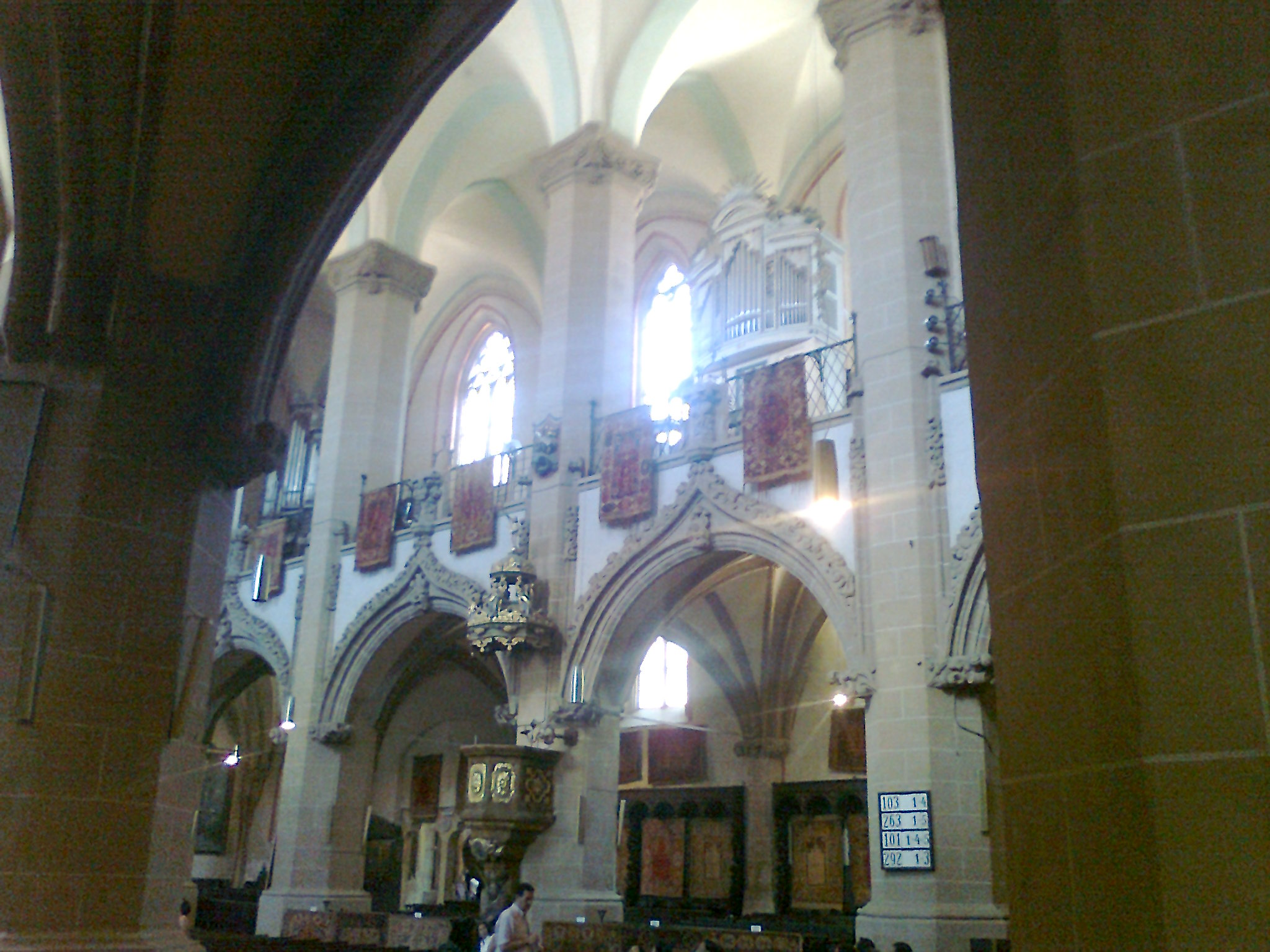
Nau de l' Església Negra, Braşov.

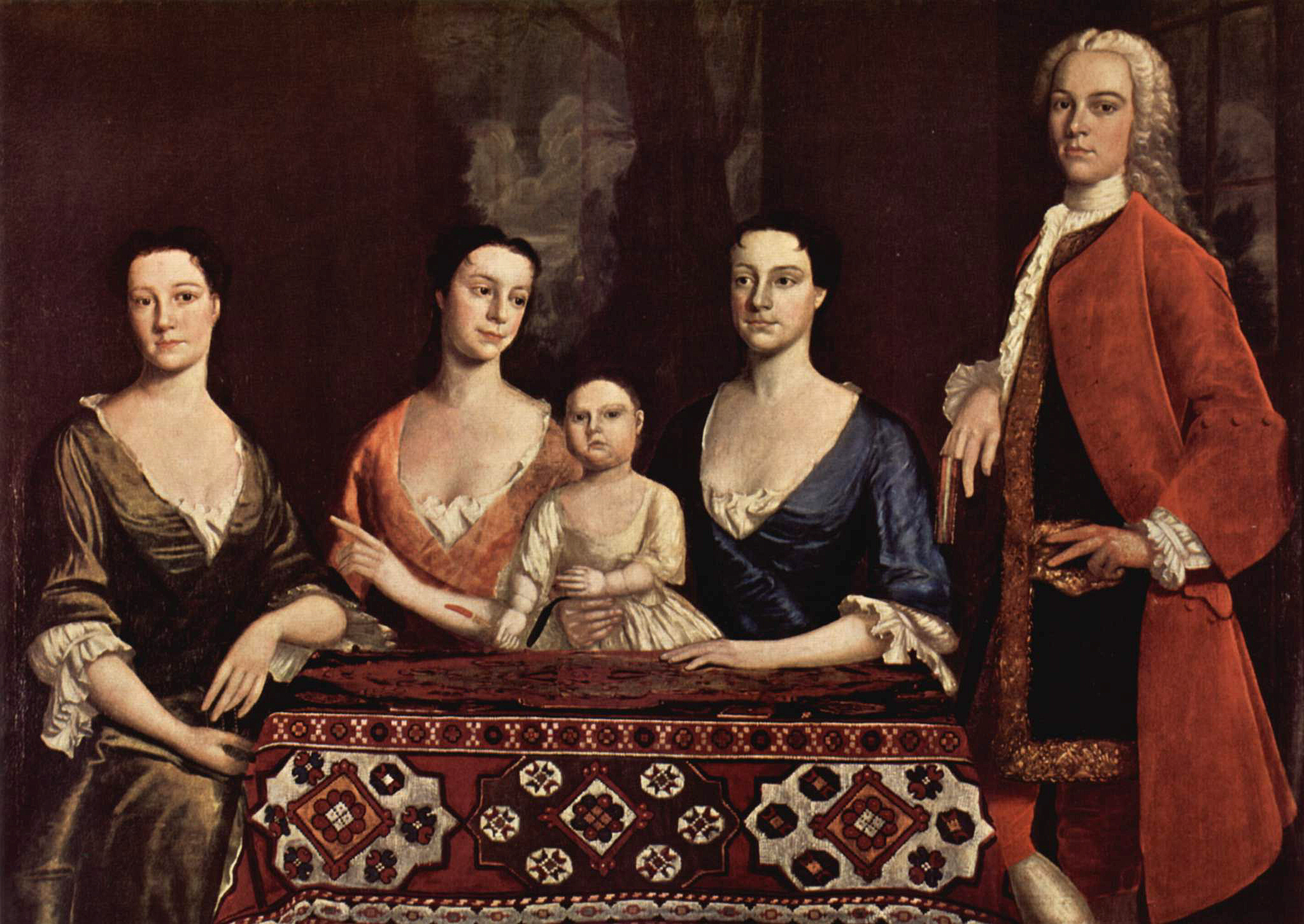
Robert Feke, Isaac Royall i família (Boston, 1741).

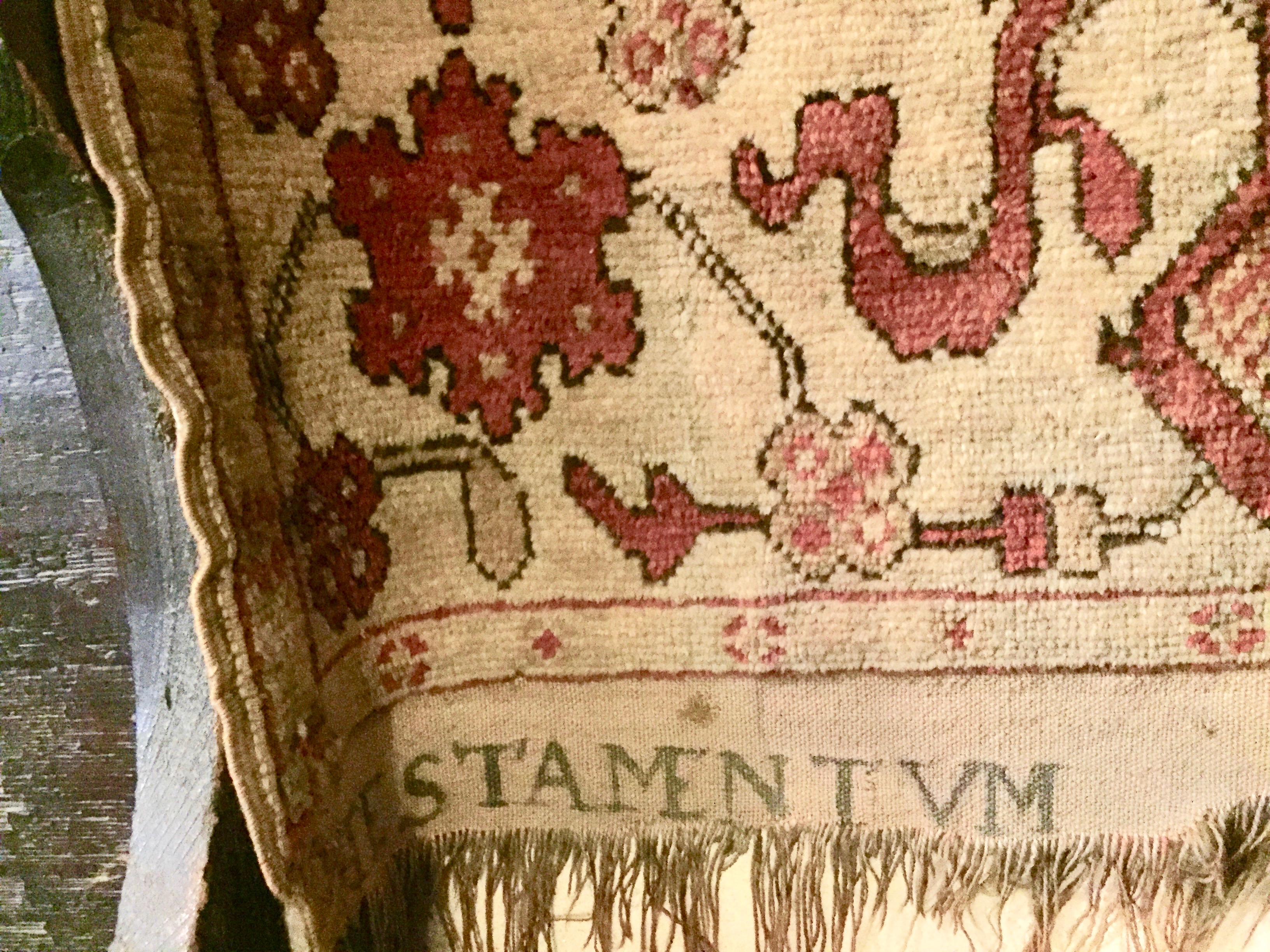
Inscripció en una catifa de l'església de el Monestir de Sighişoara.

Malgrat les rivalitats polítiques, les relacions comercials es van intensificar entre l'Imperi Otomà, l'est d'Europa Central i el sud d'Alemanya de 1400 en endavant. A mitjan segle XIV, els reis hongaresos Lluís I i Segimon havien acordat tractats comercials amb la república de Gènova. Així van obtenir accés directe al lloc comercial genovès de Pera. A través la ruta comercial pel mar Negre fins als ports del Danubi, les mercaderies del Llevant arribaven als seus destins europeus més ràpid i més barat en comparació amb les rutes comercials del Mediterrani dominades per la república de Venècia. A banda dels aspectes polítics, la lluita pel poder entre les monarquies hongaresa i otomana a Valàquia i el sud de Bulgària també tenia motivacions econòmiques. La conquesta otomana de 1393 va proporcionar accés directe als comerciants otomans al mercat de al sud d'Europa. Quan es va acordar la pau en 1429, el voivoda valac Dan II immediatament va demanar als comerciants de Braşov que reprenguessin les seves activitats. Des de mitjans del segle XV en endavant, el nombre de comerciants otomans, anomenats saracenos (sarraïns) en els documents de Braşov, va augmentar constantment.
La mercaderia es transportava a través de l'anomenada ruta Bursa -Braşov, primer en vaixell a través del mar Negre i pel Danubi fins als ports de Brăila (esmentat per primera vegada en un privilegi comercial de 1368 concedit als comerciants de Braşov), Silistra, Rusçuk, Nikopolis, Vidin (ciutat en què Ivan Esratsimir havia concedit privilegis comercials a Braşov) o Smederevo. Els comerciants de Valàquia o Transsilvània després transportaven les seves mercaderies a través dels Carpats fins Braşov i Hongria. Durant el segle xv, Braşov es va convertir en un important punt de transferència del comerç oriental. A la fi de segle xv, els registres duaners de Braşov solien documentar el valor de la mercaderia no només en florins venecians, sinó també en akçe otomans, el que subratlla la importància del comerç a distància amb l'Imperi Otomà per a l'economia de Transsilvània. Així mateix, els productes importats de l'Imperi Otomà, com la pebre o la seda, es registren pel seu pes otomà. Al segle xvi, les dues principals rutes comercials orientals es connectaven a Transsilvània, la que proveïa a Viena i Cracòvia des Venècia, i la ruta terrestre a través dels Balcans.
| any       | total    | Mercaderies exportades i transitades | Mercaderia oriental en trànsit |
| --------- | -------- | ------------------------------------ | ------------------------------ |
| 1484-1485 | 65.000   | -                                    | -                              |
| 1503      | 167.000  | 60.000                               | 85.000                         |
| 1515      | 100.0000 | -                                    | -                              |
| 1542      | 80.000   | 23.000                               | 41.000                         |
| 1550      | 70.000   | 19.000                               | 20.000                         |
| 1554      | 82.000   | 23.000                               | 32.000                         |
| 1600      | 60.000   | -                                    | -                              |

Les catifes fetes d'l'Àsia menor eren conegudes a Europa occidental des del Renaixement. Van ser representades per pintors europeus des del segle xiv en endavant. El comerç organitzat entre la regió romanesa i l'Imperi Otomà va començar amb el decret del sultà Mehmed II de 1456, que atorgava als comerciants de Moldàvia el dret a viatjar a Istanbul per comerciar. Un registre de duanes otomà de Caffa d'entre 1487 i 1491 documenta les catifes de la ciutat de Uşak com a mercaderies comercials. Un registre de preus (narh defter) de 1640 enumera deu tipus diferents de catifes d'Uşak i Selendi. Una catifa amb una vora de cartutx típic de Transsilvània apareix a la pintura de Robert Fekes Isaac Royall i família (Boston, 1741) demostra que a almenys una catifa d'Anatòlia de disseny "transilvà" va arribar a Amèrica de Nord a mitjan el segle xviii.
El primer document conegut de Braşov relacionat amb el comerç de catifes es va escriure entre 1462 i 1464. Es conserven recomptes vigesimales de diverses ciutats que evidencien la gran quantitat de catifes transportades a través de Transilvania. L'abast d'aquest comerç pot jutjar-se a partir del registre vigesimal (duaner) de Braşov de 1503, que va registrar la declaració de més de cinc-centes catifes en un sol any. No obstant això, Pakucs-Willcocks sosté que en 1503 el volum comercial pot haver estat excepcionalment gran perquè la ruta comercial habitual a través de Venècia es va tallar temporalment durant la guerra turc-veneciana de 1499-1503.

### Rol de les catifes islàmiques en la cultura saxona
El paper de les catifes d'Anatòlia com a béns comercials d'alt valor i prestigiosos col·leccionables està documentat en les acreditacions de comerciants, registres vigesimales, anals municipals i eclesiàstics, així com contractes i testaments individuals, arxivats a les ciutats de Transsilvània. Els municipis i altres institucions de les ciutats saxones, personatges de la noblesa o així com a ciutadans influents públicament, eren propietaris de catifes otomanes. Les ciutats adquirien catifes, ja fos com a pagament de drets de duana, o les compraven. Sovint s'oferien catifes a les persones públiques com un regal d'honor. S'ha estimat que de 1500 a 1700 més de mil catifes es van utilitzar com a obsequi només al municipi de Braşov Les catifes es feien servir per marcar el lloc de persones individuals, o membres d'un gremi, a l'església. També hi ha evidència de col·leccions propietat de particulars. Els contractes especifiquen que les catifes es van penjar a les parets de les cases particulars per decorar-les. Així mateix, les catifes es van utilitzar per confirmar l'estatus social del propietari, però els informes també confirmen que les catifes es percebien com a objectes de bellesa i art. Els saxons de Transsilvània es van referir a ells com Kirchenteppiche ("catifes d'església").
El fet que el grup de catifes de nus simple de Transsilvània representi el patró clàssic de les catifes de pregària islàmiques ha estat objecte de discussions i especulacions científiques. En algunes de les catifes, les inscripcions religioses islàmiques en cal·ligrafia àrab estan teixides, el que evoca clarament un context religiós. Un edicte emès pel sultà Ahmed I a la ciutat de Kütahya en 1610 demostra que els otomans estaven al corrent d'aquest problema. Referint-se a una fatwa del Şeyhülislam, el sultà va prohibir la venda de catifes "amb representacions de mihrab, kaaba o barret (cal·ligrafia)" als no musulmans. En contrast, el terme "catifa d'oració" o qualsevol relació amb el significat religiós d'aquests béns mai es va trobar en les fonts de Transsilvània. Només el seu valor material com un bé de luxe, i el seu disseny purament ornamental i no figuratiu sembla haver fet que aquestes catifes apareguessin com adorns apropiats de les esglésies protestants. Un informe sobre el gran incendi que va destruir l'Església Negra de Braşov en 1689 esmenta la pèrdua d'una gran catifa que "segons la llegenda va ser teixida per Sant Pau l'Apòstol (que era teixidor de catifes de professió)". Sembla probable que els propietaris cristians de les catifes no entenguessin el context islàmic original, però van crear un nou context llegendari al voltant d'aquests objectes.
El 2019, els historiadors A. i F. Ziegler de Braşov van demostrar que, en contrast amb opinions anteriors, les catifes otomanes no estaven en exhibició permanent en l'Església Negra. Fins llavors, s'assumia que el seu disseny ornamental, no figuratiu, permetia que les catifes islàmiques ompliran el horror vacui, suposadament creat per la fúria iconoclasta de segle XVI. Fins al segle xix, les parròquies saxones van seguir la teologia moderada de Martí Luter, que no fomentava la iconoclàstia radical en els espais sagrats. Per tant, les Kirchenteppiche van romandre emmagatzemades i es van exhibir només de vegades especials, com en el servei dominical. En aquestes ocasions, una catifa podia adornar el púlpit, accentuant així un enfocament del servei dominical luterà. De la mateixa manera, els testaments contemporanis, així com les inscripcions a les catifes, confirmen que era costum que els gremis adquirissin col·lectivament les seves pròpies catifes. Els diumenges i festius religiosos, les catifes s'exhibien al banc o banques del gremi respectiu. Per tant, les catifes van servir com un mitjà per afirmar la riquesa i l'estatus dels seus propietaris. Una multitud de fonts contemporànies testimonien l'ús de catifes com a fons decoratius d'importants esdeveniments socials com batejos, matrimonis o funerals. A l'Església Negra, un funcionari especial, el Warner, havia de assegurar-se que la decoració fos exactament la qual es considerava apropiada considerant l'estatus social dels participants.

### Redescobriment
A la fi de l'segle xix, el col·leccionisme de catifes antigues s'havia posat de moda tant a Europa occidental com a Amèrica de Nord. Els museus i els col·leccionistes individuals tenien com a objectiu ampliar les seves col·leccions. Les exposicions de Viena (1891), Londres (1892), Chicago (1893) i Detroit (1921) van augmentar la consciència de la valor artístic i material de les catifes orientals. Comerciants i col·leccionistes de catifes van arribar a Transsilvània a la recerca de catifes antigues. Segons els documents contemporanis, això primer va renovar l'interès local per aquests objectes, que de vegades havien estat a les esglésies, però que sovint també es descuraven i emmagatzemaven en altres llocs. Seguint el consell d'Alois Riegl, Ernst Kühlbrandt va establir un primer inventari de les catifes existents, les va netejar i va tornar a exhibir. El terme "catifa de Transilvania" (Siebenbürger Teppiche) va ser utilitzat per primera vegada per Neugebauer i Orendi en l'edició de 1906 del seu manual sobre catifes orientals. Era un terme de conveniència, ja que en aquest moment, encara no estava del tot clar que les catifes s'havien produït a Anatòlia, i es va discutir una producció local. L'exposició de catifes de Budapest de 1914 incloïa un total de 354 catifes turques antigues, de les quals 228 procedien de Transsilvània El 1925, Végh i Layer van publicar un àlbum en París titulat Tapis turcs provenants des Églises et collections de Transylvanie.
Durant aquests anys, algunes parròquies que necessitaven recursos econòmics van vendre les seves catifes, o simplement van ser robades de les esglésies. Els comerciants de catifes com Theodor Tuduc no només comerciaven amb catifes autèntiques, sinó que en el seu taller també produïa falsificacions. Les falsificacions, que avui en dia s'han convertit en objectes de col·lecció d'interès històric per dret propi, van ser elaborades magistralment, usant línies de secció, colors i desgastádolas artificialment. Les seves falsificacions han enganyat curadors de museus de tot el món.
Durant dècades, la principal font d'informació sobre les catifes de Transsilvània va ser l'estudi d'Emil Schmutzler Altorientalische Teppiche in Siebenbürgen ("Antigues catifes orientals a Transsilvània"), publicat en Leipzig el 1933. Més recentment, les catifes de Transsilvània es van documentar en detall en una sèrie de llibres de Stefano Ionescu.
Després de la Gran Unió Romanesa de l'1 de desembre de 1918, va augmentar la consciència de la seva pròpia herència cultural entre els saxons de Transsilvània, que es van esforçar per conservar la seva identitat ètnica a la llum de les intencions panrumanas. Quan la població saxona va ser evacuada de parts de Transsilvània a la fi de la Segona Guerra Mundial, els feligresos de Bistriţa (Bristritz es van dur les seves Kirchenteppiche amb ells.
Algunes de les catifes que van ser documentades per Emil Schmutzler el 1933 s'han perdut des de llavors. Altres exemplars s'han tornat massa fràgils amb el temps a causa de l'exposició a la llum del dia i a l'aire, la qual cosa exigeix la seva retirada de les esglésies i el seu emmagatzematge en un entorn millor protegit. Per tant, Ionescu ha iniciat un projecte que té com a objectiu reproduir catifes de Transsilvània de particular valor històric o artístic, utilitzant materials tradicionals, tints i tècniques de teixit per obtenir una rèplica. El projecte compta amb el suport d'artistes de Transsilvània que han recreat dissenys nus per nus basats en fotografies detallades, així com d'investigadors i mestres artesans turcs. Per exemple, es va produir una rèplica d'una catifa d'animals d'Anatòlia de segle XVII amb dos grans medallons octogonals i animals enfrontats inscrits. Primer, es va crear un esbós detallat basada en l'única fotografia coneguda de gran format, és a dir, la placa 9 del llibre de Schmutzler de 1933. Es van recrear les parts que falten de la catifa. La llana d'ovella d'Anatòlia va ser cardada a mà, filada a mà i tenyida amb tints naturals. Després, la catifa va ser teixida per un teixidor expert. Un cop acabada la catifa, es va finalitzar perquè coincidís amb l'original del segle xvii. La rèplica va ser finalment donada a l'església de Santa Margarida de Mediaş el 2011. Des de llavors, s'han produït diverses altres rèpliques en un esforç continu.

## col·leccions
CLes catifes d'Anatòlia del tipus transilvà també es van conservar en altres esglésies europees en Hongria, Polònia, Itàlia i Alemanya, a les quals es van vendre, i van arribar a museus i col·leccions privades europeus i nord-americans. En Transsilvània, l'Església Negra de Braşov, l'església de Santa Margarida de Mediaş, i les esglésies de Sighişoara i Rupea exhibeixen la col·lecció més gran de catifes de Transsilvània en el seu entorn original. La col·lecció de la parròquia de Bistriţa va ser transferida a Alemanya pels saxons de Transsilvània que van abandonar les seves llars a la fi de la Segona Guerra Mundial, i es conserva en els dipòsits del Museu Nacional Alemany a Nuremberg, Alemanya. A part de les esglésies de Transsilvània, el museu nacional Brukenthal de Sibiu, el Museu de Belles Arts (Budapest), el Museu Metropolità d'Art i el castell de Skokloster de Estocolm, Suècia, mantenen importants col·leccions de catifes de Transsilvània.

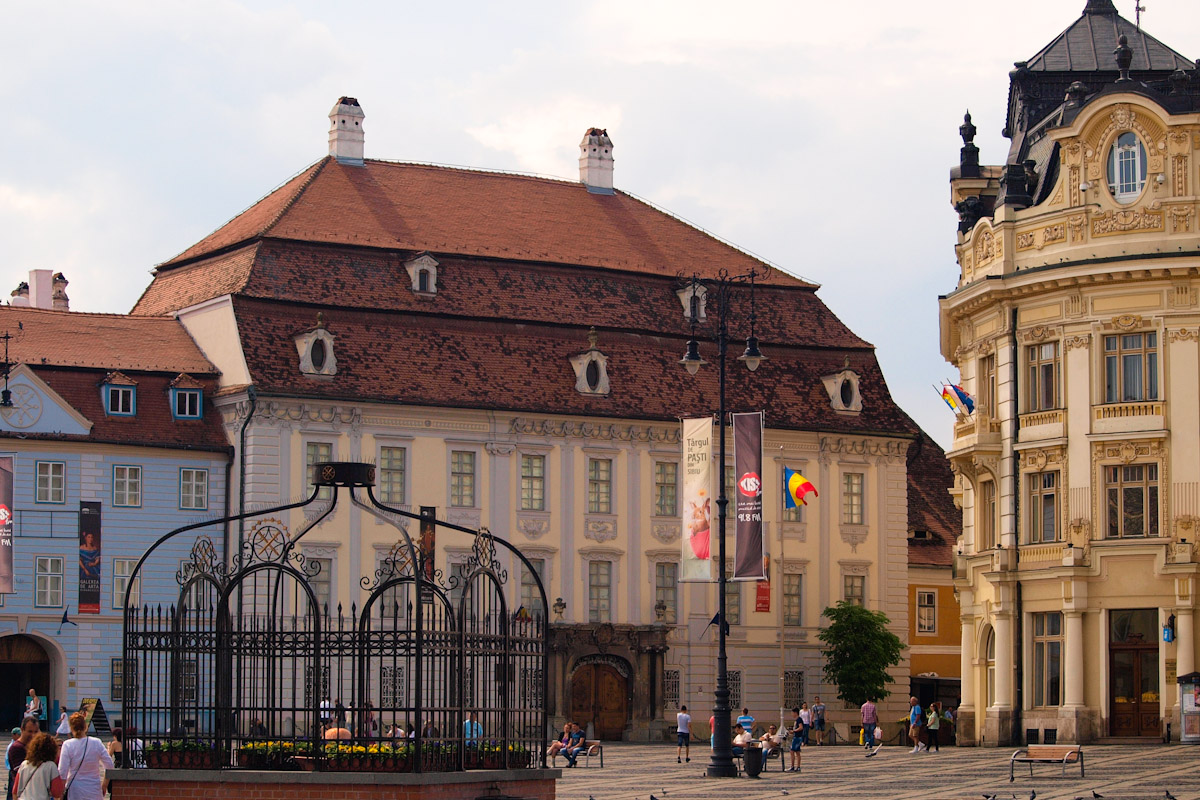
Museu Nacional Brukhental de Sibiu.
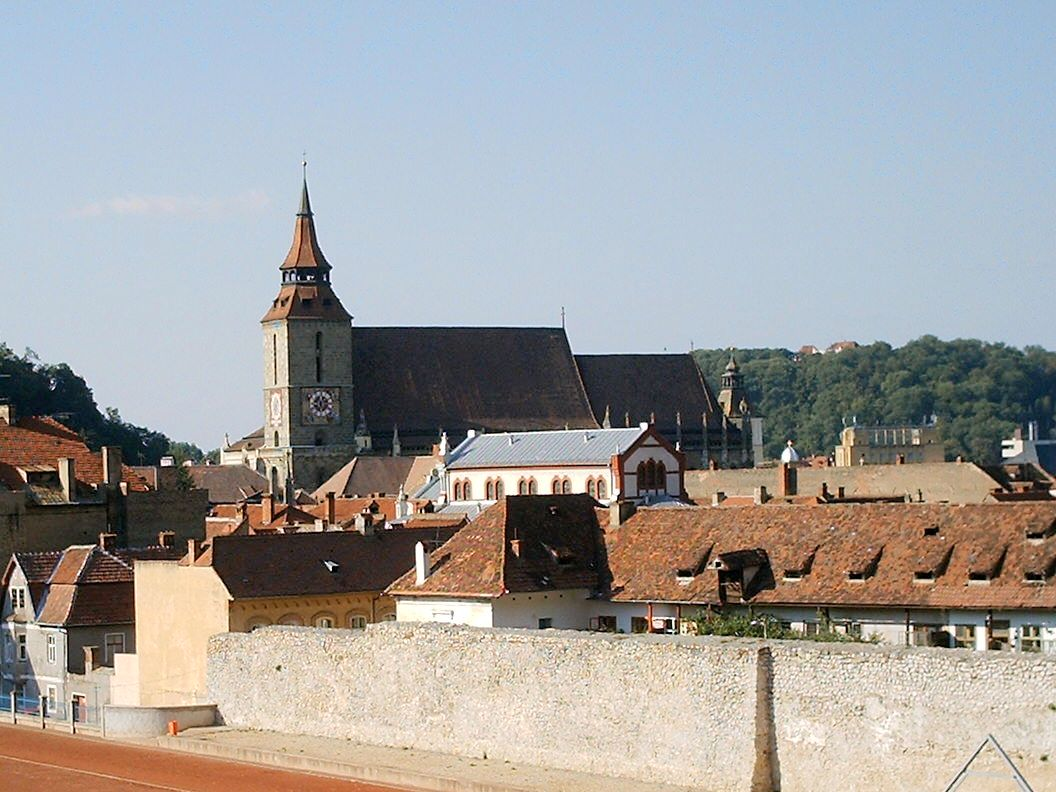
Església Negra de Braşov.
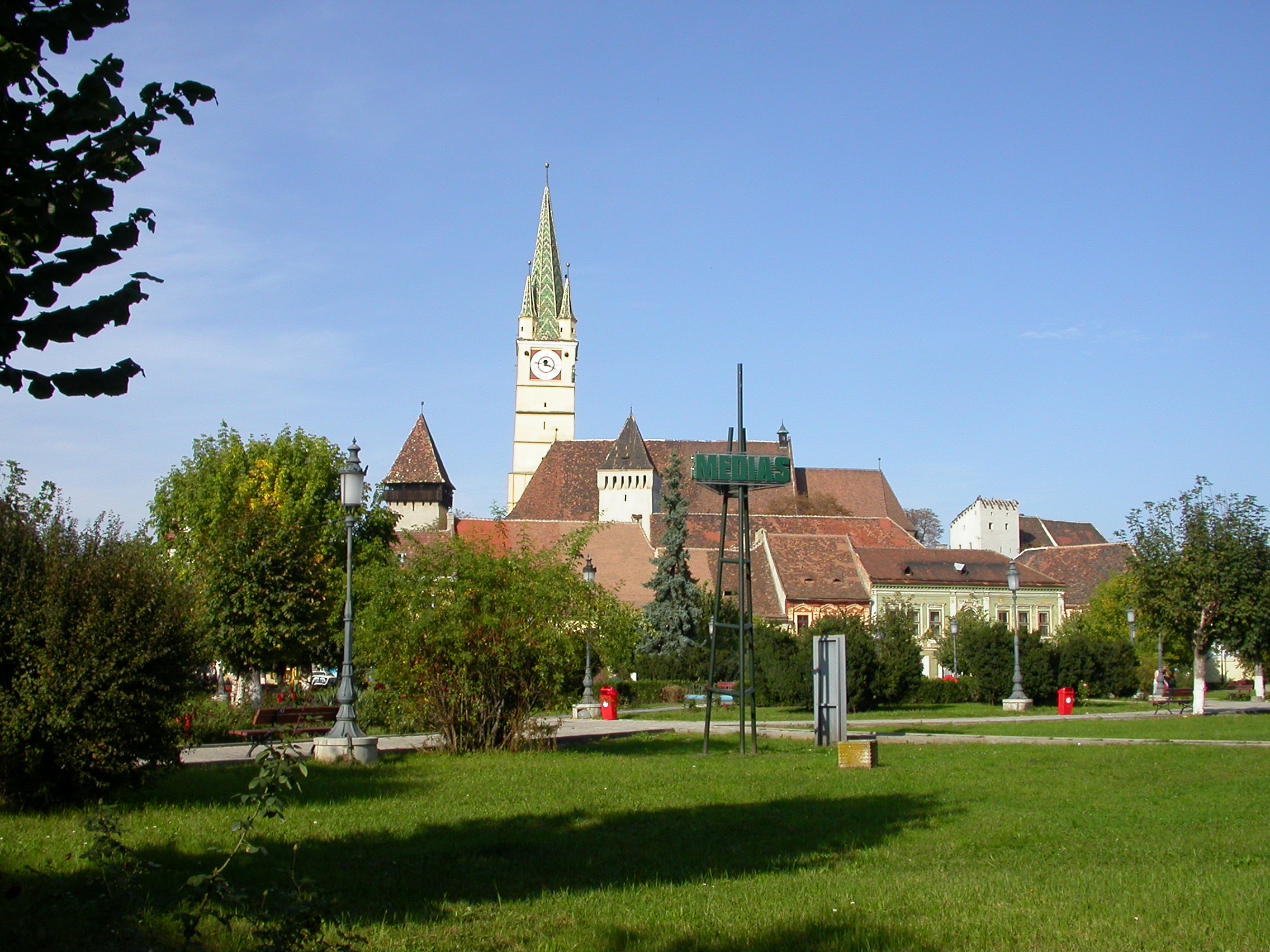
Església de santa Margarida de Mediaş.